# Полтава (аеропорт)
Міжнародний аеропорт «Полтава» — аеропорт, що розташований за 7 км на захід від міста Полтава і за 1 км на південь від населеного пункту Івашки. Розташований поруч з автошляхом М03 Київ — Харків — Довжанський, що полегшує перевезення пасажирів як по Україні, так і за її межами. Аеропорт має на балансі пасажирський термінал загальною площею близько 5 тис. м² і проектну пропускну потужність 400 пасажирів на годину.
Довжина злітної смуги 2,55 км. Аеродром придатний для експлуатації літаків цілий рік без обмежень, у світлий час доби. Забезпечує зліт, приземлення та управління повітряних суден індексу 5 (п'ять) i нижче (Ан-2, Ан-12, Ан-24, Ан-26, Ан-30, Ан-32, Ан-74, Л-410, Мі-2, Мі-6, Мі-8, Мі-26, Ка-26 Як-40, Як-42, Ту-134, Ту-154, Іл-76, Іл-18, Боїнг-737, А-320 до 125 т.).

## Історія
Першу повітряну станцію у Полтаві почали будувати ще у 1923 році біля села Рибці. До травня 1924 року основні роботи по спорудженню були виконані, тоді ж «Укрповітряшлях» затвердив штат повітряної станції у Полтаві, яка значилась вузловою, її обслуговувало 5 осіб. Тоді ж було виконано перший пробний рейс за маршрутом Харків — Полтава — Київ.
У серпні 1931 року в Полтаві біля села Рибці вперше в Україні була створена авіабаза сільського та лісничого господарства — «Сільгоспавіація».
У 1949 році з метою відокремлення цивільної авіації від військової аеропорт «Полтава» було розміщено на заздалегідь підібраній ділянці, де він знаходиться й зараз. Тоді ж розпочалась нова історія аеропорту від службових землянок, щитових будинків і ґрунтового льотного поля до потужного аеропортового комплексу.
Аеровокзал побудований впродовж 1950—1960-х років минулого століття.
З 1991 року почалось різке зменшення пасажиропотоку через Полтаву.
У 2002 році аеропорт передано у власність територіальних громад області. Протягом останнього десятиліття за кошти обласного бюджету здійснювалось утримання підприємства з метою збереження наявної інфраструктури.
У 2012 році, під час проведення Євро 2012, аеропорт розглядався як резервний до харківського аеропорту, виконувалися чартерні рейси та польоти по застосуванні авіації в господарстві. Проводяться навчання слухачів Кропивницької льотної академії. Також базуються літаки двох приватних авіакомпаній.
20 грудня 2017 року набув статусу міжнародного.
29 липня 2018 року аеропорт «Полтава», після реконструкції, вперше прийняв пасажирський рейс. Близько 3-х десятків іноземних туристів із Запоріжжя прилетіли на середньомагістральному літаку Як-40 і приземлились на злітно-посадковій смузі полтавського аеропорту.
17 серпня 2018 року до відреконструйованого аеропорту «Полтава» прибув перший за всю історію його існування міжнародний рейс. Міжнародний пункт пропуску полтавського аеропорту вперше запрацював для маріупольської футбольної команди, у цьому ж році аеропортом скористалися й інші футбольні клуби.
21 грудня 2018 рішенням облради ЗПС та супутня інфраструктура були передані з комунальної у державну власність.
26 березня 2019 року аеропорт "Полтава" обслужив перший міжнародний рейс: чартерний рейс з аеропорту Полтави було здійснено в єгипетський Шарм-ель-Шейх.
2 травня 2019 року з міжнародного аеропорту "Полтава" вирушив перший рейс до Туреччини.
1 липня 2019 року в міжнародного аеропорту "Полтава" з'явився власний офіційний вебсайт [Архівовано 30 липня 2019 у Wayback Machine.].
У червні 2019 року, компанія SkyUp заявила про незадовільний стан злітної смуги та робота аеропорту була призупинена. У 2019 році йшли розмови про розміщення на території аеропорту бази вертольотів «Мі-8», та про відкриття вантажного терміналу. У січні 2022 року Полтавська обласна державна адміністрація оголосила тендер на повне оновлення міжнародного аеропорту. Проект передбачає, що реконструкція має бути завершена до кінця року.

## Пасажиропотік
| Рік  | Кількість обслуговуваних пасажирів |
| ---- | ---------------------------------- |
| 2017 | 339                                |
| 2018 | 968                                |
| 2019 | 5 036                              |